# Famille Soler
Cette page explique l’histoire ou répertorie les différents membres de la famille Soler.
La famille Soler est une famille de cinéastes mexicains  composée de :
- Fernando Soler (1896 - 1979), acteur, réalisateur, scénariste et producteur
- Andrés Soler (1898 - 1969), acteur
- Domingo Soler (1901 - 1961), acteur et scénariste
- Julián Soler (1907 - 1988), acteur, réalisateur et scénariste